# Gaurotes
Gaurotes is een kevergeslacht uit de familie van de boktorren (Cerambycidae). De wetenschappelijke naam van het geslacht werd voor het eerst geldig gepubliceerd in 1850 door LeConte.

## Soorten
Gaurotes omvat de volgende soorten:
- Gaurotes atricornis Pu, 1992
- Gaurotes atripennis Matsushita, 1933
- Gaurotes filiola Holzschuh, 1998
- Gaurotes glabratula Holzschuh, 1998
- Gaurotes glabricollis Pu, 1992
- Gaurotes otome Ohbayashi, 1959
- Gaurotes pictiventris Pesarini & Sabbadini, 1997
- Gaurotes tibetana Podaný, 1962
- Gaurotes virginea (Linnaeus, 1758)
- Gaurotes doris Bates, 1884
- Gaurotes fairmairei Aurivillius, 1912
- Gaurotes ussuriensis Blessig, 1872
- Gaurotes adelpha Ganglbauer, 1890
- Gaurotes aeneovirens Holzschuh, 1993
- Gaurotes cuprifera Holzschuh, 1993
- Gaurotes cyanipennis (Say, 1824)
- Gaurotes latiuscula Holzschuh, 1993
- Gaurotes lucidivirens Holzschuh, 1998
- Gaurotes perforata Holzschuh, 1993
- Gaurotes spinipennis Pu, 1992
- Gaurotes striatopunctatus Wickham, 1914
- Gaurotes thoracica (Haldeman, 1847)
- Gaurotes tuberculicollis (Blanchard, 1871)